# پاکستون (ایلینوی)
پاکستون، ایلینوی (به انگلیسی: Paxton, Illinois) یک شهر در ایالات متحده آمریکا با جمعیت ۴٬۴۷۳ نفر است که در ایلی‌نوی واقع شده‌است.

## موقعیت جغرافیایی
موقعیت جغرافیایی شهرها و مناطق اطراف به شرح زیر است: